# Acil-CoA:colesterol aciltransferase

Fórmula do colesterol. O hidrogênio da hidroxila do colesterol é transferido para a CoA.

A acil-CoA:colesterol aciltransferase (ACAT) é uma enzima presente no fígado que catalisa a formação de ésteres de colesterol a partir de colesterol. Na reação, um ácido graxo da coenzima A (CoA) é transferido para o grupo hidroxila do colesterol, transformando o colesterol em uma substância ainda mais hidrofóbica que será armazenada ou transportada para outros tecidos.

## Mecanismo
Sob ação da ACAT, a reação é a seguinte:
Colesterol + Acil-graxo-CoA {\displaystyle \leftrightarrow } Éster do colesterol + CoA-SH